# Robertgurneya similis
Robertgurneya similis är en kräftdjursart som först beskrevs av A. Scott 1896. Enligt Catalogue of Life ingår Robertgurneya similis i släktet Robertgurneya och familjen Diosaccidae, men enligt Dyntaxa är tillhörigheten istället släktet Robertgurneya och familjen Miraciidae. Arten är reproducerande i Sverige. Inga underarter finns listade i Catalogue of Life.